# Vykintas Slivka
Vykintas Slivka (Panevėžys, 29 aprile 1995) è un calciatore lituano, centrocampista del Sagan Tosu e della nazionale lituana.

## Caratteristiche tecniche
Slivka è un centrocampista offensivo in possesso di discrete doti tecniche, a cui abbina buoni mezzi fisici, in grado di giocare come regista, mezzala, esterno o trequartista.

## Carriera

### Club
Muove i suoi primi passi nelle giovanili dell'Ekranas, squadra della cittadina di Panevėžys, in Lituania. Nel 2012 viene acquistato dalla Juventus, che lo aggrega alla formazione Primavera. Con i bianconeri vince la Coppa Italia Primavera e la Supercoppa Primavera nel 2013. Il 1º settembre 2014 passa in prestito al Modena, in Serie B.
Nella sessione invernale di mercato si trasferisce in prestito al Gorica, nel campionato sloveno. Esordisce con gli sloveni il 28 febbraio 2015 contro il Maribor. Conclude la stagione con 12 apparizioni e una rete. Il 31 agosto 2015 passa in prestito al Den Bosch, nella seconda divisione olandese. Esordisce in campionato il 20 settembre nel successo esterno per 1-0 contro l'Achilles '29. Mette a segno la sua prima rete con gli olandesi il 15 dicembre contro l'Excelsior '31 in Coppa d'Olanda. Il 24 agosto 2016 il prestito viene rinnovato per un'ulteriore stagione.
Il 25 gennaio 2017 ritorna in Italia, trasferendosi in prestito all'Ascoli, in Serie B. Sceglie la maglia numero 44. Esordisce con i bianconeri il 28 gennaio contro il Cesena (2-2 il finale), subentrando al 57' al posto di Cassata. Termina la stagione con 6 presenze. Il 26 luglio si trasferisce in Scozia, firmando un triennale con l'Hibernian. Il 31 agosto 2020 viene ingaggiato dall'Apollōn Smyrnīs, nel campionato greco. Il 13 luglio 2022 viene acquistato dal Lamia.

### Nazionale
Nel 2013 è stato convocato agli Europei Under-19, disputati in Lituania. Esordisce in nazionale il 5 giugno 2015 contro l'Ungheria in amichevole, subentrando al 58' al posto di Gratas Sirgėdas. Mette a segno la sua prima rete in nazionale il 4 settembre 2016 contro la Slovenia (2-2), in una sfida valida per le qualificazioni ai Mondiali 2018.

## Statistiche

### Presenze e reti nei club
Statistiche aggiornate al 31 agosto 2024.
| Stagione               | Squadra                | Campionato             | Campionato | Campionato | Coppe nazionali | Coppe nazionali | Coppe nazionali | Coppe continentali | Coppe continentali | Coppe continentali | Altre coppe | Altre coppe | Altre coppe | Totale | Totale | Totale |
| Stagione               | Squadra                | Comp                   | Pres       | Reti       | Comp            | Pres            | Reti            | Comp               | Pres               | Reti               | Comp        | Pres        | Reti        | Pres   | Reti   |        |
| ---------------------- | ---------------------- | ---------------------- | ---------- | ---------- | --------------- | --------------- | --------------- | ------------------ | ------------------ | ------------------ | ----------- | ----------- | ----------- | ------ | ------ | ------ |
| gen.-giu. 2015         | Gorica                 | 1.SNL                  | 12         | 1          | CS              | -               | -               | UEL                | -                  | -                  | SS          | -           | -           | 12     | 1      |        |
| 2015-2016              | Den Bosch              | EED                    | 28         | 2          | CO              | 4               | 1               | -                  | -                  | -                  | -           | -           | -           | 32     | 3      |        |
| 2016-gen. 2017         | Den Bosch              | EED                    | 12         | 0          | CO              | 1               | 0               | -                  | -                  | -                  | -           | -           | -           | 13     | 0      |        |
| Totale Den Bosch       | Totale Den Bosch       | Totale Den Bosch       | 40         | 2          |                 | 5               | 1               |                    | -                  | -                  |             | -           | -           | 45     | 3      |        |
| gen.-giu. 2017         | Ascoli                 | B                      | 6          | 0          | CI              | -               | -               | -                  | -                  | -                  | -           | -           | -           | 6      | 0      |        |
| 2017-2018              | Hibernian              | SP                     | 22         | 2          | SC+CdL          | 1+4             | 0               | -                  | -                  | -                  | -           | -           | -           | 27     | 2      |        |
| 2018-2019              | Hibernian              | SP                     | 29         | 1          | SC+CdL          | 3+1             | 1+0             | UEL                | 6                  | 0                  | -           | -           | -           | 39     | 2      |        |
| 2019-2020              | Hibernian              | SP                     | 16         | 0          | SC+CdL          | 0+2             | 0               | -                  | -                  | -                  | -           | -           | -           | 18     | 0      |        |
| Totale Hibernian       | Totale Hibernian       | Totale Hibernian       | 67         | 3          |                 | 11              | 1               |                    | 6                  | 0                  |             | -           | -           | 84     | 4      |        |
| 2020-2021              | Apollōn Smyrnīs        | SL                     | 22+4       | 1          | CG              | 0               | 0               | -                  | -                  | -                  | -           | -           | -           | 26     | 1      |        |
| 2021-2022              | Apollōn Smyrnīs        | SL                     | 19+7       | 0+1        | CG              | 0               | 0               | -                  | -                  | -                  | -           | -           | -           | 26     | 1      |        |
| Totale Apollōn Smyrnīs | Totale Apollōn Smyrnīs | Totale Apollōn Smyrnīs | 52         | 2          |                 | 0               | 0               |                    | -                  | -                  |             | -           | -           | 52     | 2      |        |
| 2022-2023              | Lamia                  | SL                     | 23+6       | 1          | CG              | 5               | 0               | -                  | -                  | -                  | -           | -           | -           | 34     | 1      |        |
| 2023-2024              | Lamia                  | SL                     | 24+9       | 4+2        | CG              | 0               | 0               | -                  | -                  | -                  | -           | -           | -           | 33     | 6      |        |
| Totale Lamia           | Totale Lamia           | Totale Lamia           | 62         | 7          |                 | 5               | 0               |                    | -                  | -                  |             | -           | -           | 67     | 7      |        |
| 2024                   | Sagan Tosu             | J1                     | 5          | 0          | CG+CdL          | 1+0             | 0               | -                  | -                  | -                  | -           | -           | -           | 6      | 0      |        |
| Totale carriera        | Totale carriera        | Totale carriera        | 244        | 15         |                 | 22              | 2               |                    | 6                  | 0                  |             | -           | -           | 272    | 17     |        |

### Cronologia presenze e reti in nazionale
| Cronologia completa delle presenze e delle reti in nazionale ― Lituania | Cronologia completa delle presenze e delle reti in nazionale ― Lituania | Cronologia completa delle presenze e delle reti in nazionale ― Lituania | Cronologia completa delle presenze e delle reti in nazionale ― Lituania | Cronologia completa delle presenze e delle reti in nazionale ― Lituania | Cronologia completa delle presenze e delle reti in nazionale ― Lituania | Cronologia completa delle presenze e delle reti in nazionale ― Lituania | Cronologia completa delle presenze e delle reti in nazionale ― Lituania |
| Data                                                                    | Città                                                                   | In casa                                                                 | Risultato                                                               | Ospiti                                                                  | Competizione                                                            | Reti                                                                    | Note                                                                    |
| ----------------------------------------------------------------------- | ----------------------------------------------------------------------- | ----------------------------------------------------------------------- | ----------------------------------------------------------------------- | ----------------------------------------------------------------------- | ----------------------------------------------------------------------- | ----------------------------------------------------------------------- | ----------------------------------------------------------------------- |
| 5-6-2015                                                                | Debrecen                                                                | Ungheria                                                                | 4 – 0                                                                   | Lituania                                                                | Amichevole                                                              | -                                                                       | 58’                                                                     |
| 8-6-2015                                                                | Ta' Qali                                                                | Malta                                                                   | 2 – 0                                                                   | Lituania                                                                | Amichevole                                                              | -                                                                       | 73’                                                                     |
| 14-6-2015                                                               | Vilnius                                                                 | Lituania                                                                | 1 – 2                                                                   | Svizzera                                                                | Qual. Euro 2016                                                         | -                                                                       | 77’                                                                     |
| 5-9-2015                                                                | Tallinn                                                                 | Estonia                                                                 | 1 – 0                                                                   | Lituania                                                                | Qual. Euro 2016                                                         | -                                                                       |                                                                         |
| 8-9-2015                                                                | Vilnius                                                                 | Lituania                                                                | 2 – 1                                                                   | San Marino                                                              | Qual. Euro 2016                                                         | -                                                                       | 53’                                                                     |
| 9-10-2015                                                               | Lubiana                                                                 | Slovenia                                                                | 1 – 1                                                                   | Lituania                                                                | Qual. Euro 2016                                                         | -                                                                       | 69’                                                                     |
| 12-10-2015                                                              | Vilnius                                                                 | Lituania                                                                | 0 – 3                                                                   | Inghilterra                                                             | Qual. Euro 2016                                                         | -                                                                       |                                                                         |
| 23-3-2016                                                               | Giurgiu                                                                 | Romania                                                                 | 1 – 0                                                                   | Lituania                                                                | Amichevole                                                              | -                                                                       | 68’                                                                     |
| 26-3-2016                                                               | Mosca                                                                   | Russia                                                                  | 3 – 0                                                                   | Lituania                                                                | Amichevole                                                              | -                                                                       | 29’ 86’                                                                 |
| 29-5-2016                                                               | Klaipėda                                                                | Lituania                                                                | 2 – 0                                                                   | Estonia                                                                 | Coppa del Baltico 2016                                                  | -                                                                       | 53’                                                                     |
| 1-6-2016                                                                | Riga                                                                    | Lettonia                                                                | 2 – 1                                                                   | Lituania                                                                | Coppa del Baltico 2016                                                  | -                                                                       | 57’                                                                     |
| 6-6-2016                                                                | Cracovia                                                                | Polonia                                                                 | 0 – 0                                                                   | Lituania                                                                | Amichevole                                                              | -                                                                       | 69’                                                                     |
| 4-9-2016                                                                | Vilnius                                                                 | Lituania                                                                | 2 – 2                                                                   | Slovenia                                                                | Qual. Mondiali 2018                                                     | 1                                                                       | 79’                                                                     |
| 8-10-2016                                                               | Glasgow                                                                 | Scozia                                                                  | 1 – 1                                                                   | Lituania                                                                | Qual. Mondiali 2018                                                     | -                                                                       |                                                                         |
| 11-10-2016                                                              | Vilnius                                                                 | Lituania                                                                | 2 – 0                                                                   | Malta                                                                   | Qual. Mondiali 2018                                                     | -                                                                       |                                                                         |
| 11-11-2016                                                              | Trnava                                                                  | Slovacchia                                                              | 4 – 0                                                                   | Lituania                                                                | Qual. Mondiali 2018                                                     | -                                                                       |                                                                         |
| 22-3-2017                                                               | Ústí nad Labem                                                          | Rep. Ceca                                                               | 3 – 0                                                                   | Lituania                                                                | Amichevole                                                              | -                                                                       | 63’                                                                     |
| 26-3-2017                                                               | Londra                                                                  | Inghilterra                                                             | 2 – 0                                                                   | Lituania                                                                | Qual. Mondiali 2018                                                     | -                                                                       | 87’                                                                     |
| 10-6-2017                                                               | Vilnius                                                                 | Lituania                                                                | 1 – 2                                                                   | Slovacchia                                                              | Qual. Mondiali 2018                                                     | -                                                                       | 75’                                                                     |
| 1-9-2017                                                                | Vilnius                                                                 | Lituania                                                                | 0 – 3                                                                   | Scozia                                                                  | Qual. Mondiali 2018                                                     | -                                                                       | 79’                                                                     |
| 4-9-2017                                                                | Lubiana                                                                 | Slovenia                                                                | 4 – 0                                                                   | Lituania                                                                | Qual. Mondiali 2018                                                     | -                                                                       | 26’                                                                     |
| 5-10-2017                                                               | Ta' Qali                                                                | Malta                                                                   | 1 – 1                                                                   | Lituania                                                                | Qual. Mondiali 2018                                                     | 1                                                                       |                                                                         |
| 8-10-2017                                                               | Vilnius                                                                 | Lituania                                                                | 0 – 1                                                                   | Inghilterra                                                             | Qual. Mondiali 2018                                                     | -                                                                       | 54’ 90+1’                                                               |
| 30-5-2018                                                               | Rakvere                                                                 | Estonia                                                                 | 2 – 0                                                                   | Lituania                                                                | Coppa del Baltico 2018                                                  | -                                                                       | 75’                                                                     |
| 5-6-2018                                                                | Tallinn                                                                 | Lettonia                                                                | 1 – 1                                                                   | Lituania                                                                | Coppa del Baltico 2018                                                  | -                                                                       | 68’                                                                     |
| 8-6-2018                                                                | Mosca                                                                   | Iran                                                                    | 1 – 0                                                                   | Lituania                                                                | Amichevole                                                              | -                                                                       | 60’                                                                     |
| 12-6-2018                                                               | Varsavia                                                                | Polonia                                                                 | 4 – 0                                                                   | Lituania                                                                | Amichevole                                                              | -                                                                       | 58’                                                                     |
| 7-9-2018                                                                | Vilnius                                                                 | Lituania                                                                | 0 – 1                                                                   | Serbia                                                                  | UEFA Nations League 2018-2019 - 1º turno                                | -                                                                       |                                                                         |
| 10-9-2018                                                               | Podgorica                                                               | Montenegro                                                              | 2 – 0                                                                   | Lituania                                                                | UEFA Nations League 2018-2019 - 1º turno                                | -                                                                       |                                                                         |
| 11-10-2018                                                              | Vilnius                                                                 | Lituania                                                                | 1 – 2                                                                   | Romania                                                                 | UEFA Nations League 2018-2019 - 1º turno                                | -                                                                       | 69’                                                                     |
| 14-10-2018                                                              | Vilnius                                                                 | Lituania                                                                | 1 – 4                                                                   | Montenegro                                                              | UEFA Nations League 2018-2019 - 1º turno                                | -                                                                       |                                                                         |
| 17-11-2018                                                              | Ploiești                                                                | Romania                                                                 | 3 – 0                                                                   | Lituania                                                                | UEFA Nations League 2018-2019 - 1º turno                                | -                                                                       | 65’                                                                     |
| 22-3-2019                                                               | Lussemburgo                                                             | Lussemburgo                                                             | 2 – 1                                                                   | Lituania                                                                | Qual. Euro 2020                                                         | -                                                                       |                                                                         |
| 25-3-2019                                                               | Baku                                                                    | Azerbaigian                                                             | 0 – 0                                                                   | Lituania                                                                | Amichevole                                                              | -                                                                       |                                                                         |
| 7-6-2019                                                                | Vilnius                                                                 | Lituania                                                                | 1 – 1                                                                   | Lussemburgo                                                             | Qual. Euro 2020                                                         | -                                                                       |                                                                         |
| 10-6-2019                                                               | Belgrado                                                                | Serbia                                                                  | 4 – 1                                                                   | Lituania                                                                | Qual. Euro 2020                                                         | -                                                                       |                                                                         |
| 7-9-2019                                                                | Vilnius                                                                 | Lituania                                                                | 0 – 3                                                                   | Ucraina                                                                 | Qual. Euro 2020                                                         | -                                                                       | 52’                                                                     |
| 10-9-2019                                                               | Vilnius                                                                 | Lituania                                                                | 1 – 5                                                                   | Portogallo                                                              | Qual. Euro 2020                                                         | -                                                                       |                                                                         |
| 14-11-2019                                                              | Faro                                                                    | Portogallo                                                              | 6 – 0                                                                   | Lituania                                                                | Qual. Euro 2020                                                         | -                                                                       |                                                                         |
| 11-11-2020                                                              | Vilnius                                                                 | Lituania                                                                | 2 – 1                                                                   | Fær Øer                                                                 | Amichevole                                                              | -                                                                       | 75’                                                                     |
| 15-11-2020                                                              | Minsk                                                                   | Bielorussia                                                             | 2 – 0                                                                   | Lituania                                                                | UEFA Nations League 2020-2021 - 1º turno                                | -                                                                       |                                                                         |
| 18-11-2020                                                              | Almaty                                                                  | Kazakistan                                                              | 1 – 2                                                                   | Lituania                                                                | UEFA Nations League 2020-2021 - 1º turno                                | -                                                                       | 76’                                                                     |
| 24-3-2021                                                               | Pristina                                                                | Kosovo                                                                  | 4 – 0                                                                   | Lituania                                                                | Amichevole                                                              | -                                                                       |                                                                         |
| 28-3-2021                                                               | San Gallo                                                               | Svizzera                                                                | 1 – 0                                                                   | Lituania                                                                | Qual. Mondiali 2022                                                     | -                                                                       | 75’                                                                     |
| 31-3-2021                                                               | Vilnius                                                                 | Lituania                                                                | 0 – 2                                                                   | Italia                                                                  | Qual. Mondiali 2022                                                     | -                                                                       |                                                                         |
| 5-9-2021                                                                | Sofia                                                                   | Bulgaria                                                                | 1 – 0                                                                   | Lituania                                                                | Qual. Mondiali 2022                                                     | -                                                                       | 82’                                                                     |
| 8-9-2021                                                                | Reggio Emilia                                                           | Italia                                                                  | 5 – 0                                                                   | Lituania                                                                | Qual. Mondiali 2022                                                     | -                                                                       |                                                                         |
| 9-10-2021                                                               | Vilnius                                                                 | Lituania                                                                | 3 – 1                                                                   | Bulgaria                                                                | Qual. Mondiali 2022                                                     | -                                                                       |                                                                         |
| 12-10-2021                                                              | Vilnius                                                                 | Lituania                                                                | 0 – 4                                                                   | Svizzera                                                                | Qual. Mondiali 2022                                                     | -                                                                       | 46’                                                                     |
| 25-3-2022                                                               | Serravalle                                                              | San Marino                                                              | 1 – 2                                                                   | Lituania                                                                | Amichevole                                                              | -                                                                       | 46’                                                                     |
| 29-3-2022                                                               | Dublino                                                                 | Irlanda                                                                 | 1 – 0                                                                   | Lituania                                                                | Amichevole                                                              | -                                                                       | 56’                                                                     |
| 4-6-2022                                                                | Vilnius                                                                 | Lituania                                                                | 0 – 2                                                                   | Lussemburgo                                                             | UEFA Nations League 2022-2023 - 1º turno                                | -                                                                       | 61’ 84’                                                                 |
| 11-6-2022                                                               | Tórshavn                                                                | Fær Øer                                                                 | 2 – 1                                                                   | Lituania                                                                | UEFA Nations League 2022-2023 - 1º turno                                | -                                                                       |                                                                         |
| 22-9-2022                                                               | Vilnius                                                                 | Lituania                                                                | 1 – 1                                                                   | Fær Øer                                                                 | UEFA Nations League 2022-2023 - 1º turno                                | 1                                                                       | 61’                                                                     |
| 25-9-2022                                                               | Lussemburgo                                                             | Lussemburgo                                                             | 1 – 0                                                                   | Lituania                                                                | UEFA Nations League 2022-2023 - 1º turno                                | -                                                                       | 34’ 78’                                                                 |
| 24-3-2023                                                               | Belgrado                                                                | Serbia                                                                  | 2 – 0                                                                   | Lituania                                                                | Qual. Euro 2024                                                         | -                                                                       | 62’ 90+3’                                                               |
| 27-3-2023                                                               | Atene                                                                   | Grecia                                                                  | 0 – 0                                                                   | Lituania                                                                | Amichevole                                                              | -                                                                       | 79’                                                                     |
| 7-9-2023                                                                | Kaunas                                                                  | Lituania                                                                | 2 – 2                                                                   | Montenegro                                                              | Qual. Euro 2024                                                         | -                                                                       | 68’                                                                     |
| 10-9-2023                                                               | Kaunas                                                                  | Lituania                                                                | 1 – 3                                                                   | Serbia                                                                  | Qual. Euro 2024                                                         | -                                                                       |                                                                         |
| 14-10-2023                                                              | Sofia                                                                   | Bulgaria                                                                | 0 – 2                                                                   | Lituania                                                                | Qual. Euro 2024                                                         | -                                                                       | 78’                                                                     |
| 17-10-2023                                                              | Kaunas                                                                  | Lituania                                                                | 2 – 2                                                                   | Ungheria                                                                | Qual. Euro 2024                                                         | -                                                                       | 90’                                                                     |
| 16-11-2023                                                              | Podgorica                                                               | Montenegro                                                              | 2 – 0                                                                   | Lituania                                                                | Qual. Euro 2024                                                         | -                                                                       |                                                                         |
| 19-11-2023                                                              | Limassol                                                                | Cipro                                                                   | 1 – 0                                                                   | Lituania                                                                | Amichevole                                                              | -                                                                       | 46’                                                                     |
| 21-3-2024                                                               | Faro                                                                    | Gibilterra                                                              | 0 – 1                                                                   | Lituania                                                                | UEFA Nations League 2022-2023 - Play-out                                | -                                                                       | 82’                                                                     |
| 26-3-2024                                                               | Kaunas                                                                  | Lituania                                                                | 1 – 0                                                                   | Gibilterra                                                              | UEFA Nations League 2022-2023 - Play-out                                | -                                                                       | 90+2’                                                                   |
| 6-9-2024                                                                | Marijampolė                                                             | Lituania                                                                | 0 – 1                                                                   | Cipro                                                                   | UEFA Nations League 2024-2025 - 1º turno                                | -                                                                       |                                                                         |
| 9-9-2024                                                                | Bucarest                                                                | Romania                                                                 | 3 – 1                                                                   | Lituania                                                                | UEFA Nations League 2024-2025 - 1º turno                                | -                                                                       | 53’                                                                     |
| 12-10-2024                                                              | Kaunas                                                                  | Lituania                                                                | 1 – 2                                                                   | Kosovo                                                                  | UEFA Nations League 2024-2025 - 1º turno                                | -                                                                       |                                                                         |
| 15-10-2024                                                              | Kaunas                                                                  | Lituania                                                                | 1 – 2                                                                   | Romania                                                                 | UEFA Nations League 2024-2025 - 1º turno                                | -                                                                       | 48’                                                                     |
| 18-11-2024                                                              | Pristina                                                                | Kosovo                                                                  | 1 – 0                                                                   | Lituania                                                                | UEFA Nations League 2024-2025 - 1º turno                                | -                                                                       |                                                                         |
| 7-6-2025                                                                | Ta' Qali                                                                | Malta                                                                   | 0 – 0                                                                   | Lituania                                                                | Qual. Mondiali 2026                                                     | -                                                                       | 81’                                                                     |
| 10-6-2025                                                               | Odense                                                                  | Danimarca                                                               | 5 – 0                                                                   | Lituania                                                                | Amichevole                                                              | -                                                                       | cap. 87’                                                                |
| Totale                                                                  |                                                                         | Presenze (6º posto)                                                     | 72                                                                      |                                                                         | Reti                                                                    | 3                                                                       |                                                                         |

| Cronologia completa delle presenze e delle reti in nazionale ― Lituania under 21 | Cronologia completa delle presenze e delle reti in nazionale ― Lituania under 21 | Cronologia completa delle presenze e delle reti in nazionale ― Lituania under 21 | Cronologia completa delle presenze e delle reti in nazionale ― Lituania under 21 | Cronologia completa delle presenze e delle reti in nazionale ― Lituania under 21 | Cronologia completa delle presenze e delle reti in nazionale ― Lituania under 21 | Cronologia completa delle presenze e delle reti in nazionale ― Lituania under 21 | Cronologia completa delle presenze e delle reti in nazionale ― Lituania under 21 |
| Data                                                                             | Città                                                                            | In casa                                                                          | Risultato                                                                        | Ospiti                                                                           | Competizione                                                                     | Reti                                                                             | Note                                                                             |
| -------------------------------------------------------------------------------- | -------------------------------------------------------------------------------- | -------------------------------------------------------------------------------- | -------------------------------------------------------------------------------- | -------------------------------------------------------------------------------- | -------------------------------------------------------------------------------- | -------------------------------------------------------------------------------- | -------------------------------------------------------------------------------- |
| 5-3-2014                                                                         | Białystok                                                                        | Polonia under 21                                                                 | 5 – 0                                                                            | Lituania under 21                                                                | Amichevole                                                                       | -                                                                                | 90’                                                                              |
| 13-10-2014                                                                       | Liepāja                                                                          | Estonia under 21                                                                 | 2 – 1                                                                            | Lituania under 21                                                                | Amichevole                                                                       | -                                                                                | 51’                                                                              |
| 14-11-2014                                                                       | Vilnius                                                                          | Lituania under 21                                                                | 1 – 0                                                                            | Bielorussia under 21                                                             | Amichevole                                                                       | 1                                                                                | 81’                                                                              |
| 17-11-2014                                                                       | Vilnius                                                                          | Lituania under 21                                                                | 1 – 1                                                                            | Bielorussia under 21                                                             | Amichevole                                                                       | -                                                                                | 80’                                                                              |
| 13-11-2015                                                                       | Vilnius                                                                          | Lituania under 21                                                                | 3 – 1                                                                            | Irlanda under 21                                                                 | Qual. Europeo Under-21 2017                                                      | -                                                                                | 75’                                                                              |
| Totale                                                                           |                                                                                  | Presenze                                                                         | 5                                                                                |                                                                                  | Reti                                                                             | 1                                                                                |                                                                                  |

## Palmarès

### Club

#### Competizioni giovanili
- Coppa Italia Primavera: 1

Juventus: 2012-2013
- Supercoppa Primavera: 1

Juventus: 2013